# Julie Quéré
Pour les articles homonymes, voir Quéré.
Julie Quéré, née le 1er février 1982 à Cherbourg, est une actrice de cinéma et une poétesse française.

## Biographie
En décembre 2006, l'actrice gagne le procès qu'elle a intenté au réalisateur Jean-Claude Brisseau pour atteinte sexuelle commise en décembre 2002 lors d'une audition pour obtenir un rôle dans son film Les Anges Exterminateurs. L'année précédente, deux autres actrices avaient obtenu la condamnation du réalisateur pour harcèlement sexuel. Elle revient sur l'affaire dans un texte publié en 2024 sur le blog de Mona Chollet.
En mai 2024, elle signe, avec 146 autres personnalités, la tribune intitulée #MeToo «on persiste et on signe », réclamant une loi intégrale contre les violences sexuelles, qui paraît en une du journal Le Monde.

## Filmographie partielle
- 1986 : Le Rayon vert, d'Éric Rohmer
- 2004 : Un remède à la mélancolie, court-métrage de Frédérique Odye
- 2004 : Un crime, de Jordi Colomer
- 2006 : Le Passager, d'Éric Caravaca
- 2007 : Si tu ignores le nom des choses, court-métrage de Jean-Claude Taki
- 2013 : Cinéma de quartier, in Le Tourbillon de Jeanne, court-métrage de Sandrine Veysset avec Jeanne Moreau
- 2014 : Les Veilleuses de chagrin, documentaire de création de Frédérique Odye (en tant qu'assistante réalisation)
- 2016 : Parole de commerçants, documentaire institutionnel (en tant que réalisatrice)
- 2024 : De l'Aube à l'Aube, court-métrage de Yann Goven, avec Isabelle Nanty et Anna Mouglalis